# 계룡종합운동장 보조경기장
계룡종합운동장 보조경기장(鷄龍綜合運動場補助競技場, Gyeryong Auxiliary Stadium)은 대한민국 충청남도 계룡시에 있는 스포츠 시설이다. 인조잔디 필드가 갖춰진 축구 경기장이며, 2009년 6월 25일에 개장했다.

## 참고 문헌
- 《전국 공공체육 시설 현황 (2017년말 기준)》. 대한민국 문화체육관광부. 2019.

## 같이 보기
- 계룡종합운동장